# 首都省 (科威特)
首都省（阿拉伯语：‎，羅馬化：Al Asimah），又稱科威特省，是科威特的一個省，位於該國中部，北臨海（另有三個小島懸於海上）。面積200平方公里。2007年年底人口499,269人。首府科威特城也是國家的首都。下分12區。